# Canton de Redessan
Le canton de Redessan est une circonscription électorale française du département du Gard créée par le décret du 24 février 2014 et entrée en vigueur lors des élections départementales de 2015.

## Histoire
Un nouveau découpage territorial du Gard entre en vigueur à l'occasion des élections départementales de mars 2015, défini par le décret du 24 février 2014, en application des lois du 17 mai 2013 (loi organique 2013-402 et loi 2013-403). Les conseillers départementaux sont, à compter de ces élections, élus au scrutin majoritaire binominal mixte. Les électeurs de chaque canton élisent au Conseil départemental, nouvelle appellation du Conseil général, deux membres de sexe différent, qui se présentent en binôme de candidats. Les conseillers départementaux sont élus pour 6 ans au scrutin binominal majoritaire à deux tours, l'accès au second tour nécessitant 12,5 % des inscrits au 1er tour. En outre la totalité des conseillers départementaux est renouvelée. Ce nouveau mode de scrutin nécessite un redécoupage des cantons dont le nombre est divisé par deux avec arrondi à l'unité impaire supérieure si ce nombre n'est pas entier impair, assorti de conditions de seuils minimaux. Dans le Gard, le nombre de cantons passe ainsi de 46 à 23.
Le canton de Redessan est formé de communes des anciens cantons de Remoulins (9 communes), de Marguerittes (5 communes) et d'Aramon (7 communes). Le canton est entièrement inclus dans l'arrondissement de Nîmes. Le bureau centralisateur est situé à Redessan.

## Représentation
| Période élective | Période élective | Mandat | Mandat   | Identité           | Nuance | Nuance | Qualité |
| ---------------- | ---------------- | ------ | -------- | ------------------ | ------ | ------ | --- |
| 2015             | 2021             | 2015   | 2021     | Gérard Blanc       |        | DVD    | Salarié du secteur privé retraité, ancien maire de Meynes (2001-2014), ancien conseiller général du Canton d'Aramon |
| 2015             | 2021             | 2015   | 2021     | Muriel Dherbecourt |        | LR     | Gestionnaire de patrimoines immobiliers 1re adjointe au maire de Castillon-du-Gard, maire depuis 2020               |
| 2021             | 2028             | 2021   | en cours | Gérard Blanc       |        | DVD    | Conseiller sortant                                                                                                  |
| 2021             | 2028             | 2021   | en cours | Muriel Dherbecourt |        | LREM   | Conseillère sortante                                                                                                |

### Résultats détaillés

#### Élections de mars 2015
À l'issue du 1er tour des élections départementales de 2015, deux binômes sont en ballottage : Danielle Fuster et Jean-Marie Moulin (FN, 36,69 %) et Gérard Blanc et Muriel Dherbecourt (Union de la Droite, 22,33 %). Le taux de participation est de 56,35 % (13 323 votants sur 23 644 inscrits) contre 53,96 % au niveau départemental et 50,17 % au niveau national.
Au second tour, Gérard Blanc et Muriel Dherbecourt (Union de la Droite) sont élus avec 52,9 % des suffrages exprimés et un taux de participation de 57,15 % (6 491 voix pour 13 513 votants et 23 644 inscrits).
Gérard Blanc est membre du groupe "UDI, Centre et indépendants".

#### Élections de juin 2021
Le premier tour des élections départementales de 2021 est marqué par un très faible taux de participation (33,26 % au niveau national). Dans le canton de Redessan, ce taux de participation est de 35,42 % (8 852 votants sur 24 989 inscrits) contre 33,46 % au niveau départemental. À l'issue de ce premier tour, deux binômes sont en ballottage : Gerard Blanc et Muriel Dherbecourt (Union au centre et à droite, 34,4 %) et Pascale Bordes et Jean-Marie Launay (RN, 33,39 %).
Le second tour des élections est marqué une nouvelle fois par une abstention massive équivalente au premier tour. Les taux de participation sont de 34,36 % au niveau national, 34,93 % dans le département et 36,14 % dans le canton de Redessan. Gerard Blanc et Muriel Dherbecourt (Union au centre et à droite) sont élus avec 60,17 % des suffrages exprimés (5 096 voix pour 9 034 votants et 24 998 inscrits),,.

## Composition
Le canton de Redessan comprend vingt-et-une communes entières.
| Nom                              | Code Insee | Intercommunalité   | Superficie (km2) | Population (dernière pop. légale) | Densité (hab./km2) | Modifier                                    |
| -------------------------------- | ---------- | ------------------ | ---------------- | --------------------------------- | ------------------ | ------------------------------------------- |
| Redessan (bureau centralisateur) | 30211      | CA Nîmes Métropole | 15,57            | 4 227 (2022)                      | 271                | modifier les données · modifier les données |
| Argilliers                       | 30013      | CC Pays d'Uzès     | 6,67             | 441 (2022)                        | 66                 | modifier les données · modifier les données |
| Bezouce                          | 30039      | CA Nîmes Métropole | 12,29            | 2 341 (2022)                      | 190                | modifier les données · modifier les données |
| Cabrières                        | 30057      | CA Nîmes Métropole | 14,76            | 1 781 (2022)                      | 121                | modifier les données · modifier les données |
| Castillon-du-Gard                | 30073      | CC Pays d'Uzès     | 17,38            | 1 681 (2022)                      | 97                 | modifier les données · modifier les données |
| Collias                          | 30085      | CC du Pont du Gard | 20,42            | 1 080 (2022)                      | 53                 | modifier les données · modifier les données |
| Domazan                          | 30103      | CC du Pont du Gard | 11,42            | 966 (2022)                        | 85                 | modifier les données · modifier les données |
| Estézargues                      | 30107      | CC du Pont du Gard | 11,59            | 605 (2022)                        | 52                 | modifier les données · modifier les données |
| Fournès                          | 30116      | CC du Pont du Gard | 17,66            | 1 058 (2022)                      | 60                 | modifier les données · modifier les données |
| Lédenon                          | 30145      | CA Nîmes Métropole | 19,44            | 1 676 (2022)                      | 86                 | modifier les données · modifier les données |
| Meynes                           | 30166      | CC du Pont du Gard | 16,66            | 2 576 (2022)                      | 155                | modifier les données · modifier les données |
| Montfrin                         | 30179      | CC du Pont du Gard | 15,29            | 3 125 (2022)                      | 204                | modifier les données · modifier les données |
| Pouzilhac                        | 30207      | CC du Pont du Gard | 16,04            | 750 (2022)                        | 47                 | modifier les données · modifier les données |
| Remoulins                        | 30212      | CC du Pont du Gard | 8,24             | 2 268 (2022)                      | 275                | modifier les données · modifier les données |
| Saint-Bonnet-du-Gard             | 30235      | CC du Pont du Gard | 6,84             | 816 (2022)                        | 119                | modifier les données · modifier les données |
| Saint-Gervasy                    | 30257      | CA Nîmes Métropole | 6,93             | 1 990 (2022)                      | 287                | modifier les données · modifier les données |
| Saint-Hilaire-d'Ozilhan          | 30260      | CC du Pont du Gard | 16,66            | 1 115 (2022)                      | 67                 | modifier les données · modifier les données |
| Sernhac                          | 30317      | CA Nîmes Métropole | 8,93             | 1 816 (2022)                      | 203                | modifier les données · modifier les données |
| Théziers                         | 30328      | CC du Pont du Gard | 11,34            | 1 070 (2022)                      | 94                 | modifier les données · modifier les données |
| Valliguières                     | 30340      | CC du Pont du Gard | 19,25            | 652 (2022)                        | 34                 | modifier les données · modifier les données |
| Vers-Pont-du-Gard                | 30346      | CC du Pont du Gard | 19,14            | 1 758 (2022)                      | 92                 | modifier les données · modifier les données |
| Canton de Redessan               | 3016       |                    | 292,52           | 33 792 (2022)                     | 116                | modifier les données                        |

## Démographie
En 2022, le canton comptait 33 792 habitants, en évolution de +2,16 % par rapport à 2016 (Gard : +2,97 %, France hors Mayotte : +2,11 %).
| 2013   | 2018   | 2022   |
| ------ | ------ | ------ |
| 32 128 | 33 139 | 33 792 |